# Guatteria campinensis
Guatteria campinensis är en kirimojaväxtart som först beskrevs av Morawetz och Paulus Johannes Maria Maas, och fick sitt nu gällande namn av Erkens och Paulus Johannes Maria Maas. Guatteria campinensis ingår i släktet Guatteria och familjen kirimojaväxter. Inga underarter finns listade i Catalogue of Life.